# مدخل ساختگی
مدخل ساختگی با مدخل‌هایی در منابع مرجع نظیر فرهنگ‌های لغت یا دانشنامه‌ها و نقشه‌ها گفته می‌شود که حاوی واژه‌ای غیرواقعی و ساختگی است که به صورت عمدی در آن منبع مرجع درج شده باشد.
نمونه‌های آن در زبان انگلیسی عبارتند از:
Mountweazel, paper street, trap street, paper town, phantom island, ghost word و phantom settlement nihilartikel.
مدخل ساختگی معمولاً یا به صورت یک دروغ یا کلک طنزآمیز یا به صورت یک تَله کپی‌رایتی برای آشکار کردن سرقت ادبی یا نقض قوانین کپی رایت ظاهر می‌شود. یک مدخل جعلی آشکار در نظر دارد تا خواننده را در موضوعی گمراه کند که ممکن است به عنوان یک مدخل دروغین طبقه‌بندی نشده باشد.

## واژگان
واژه جدید Mountweazel توسط The New Yorker بر اساس یک مدخل زندگینامه‌ای جعلی در دائرةالمعارف جدید کلمبیا در سال ۱۹۷۵ ابداع شد.
واژه nihilartikel که ترکیبی از واژه لاتین nihil (هیچ) و واژه آلمانی artikel (مقاله) است؛ که به صورت nihil article هم نوشته می‌شود.

## تله‌های کپی رایتی

روستای آگلو در نقشه‌ای واقعی از نیویورک در سال ۱۹۹۸

اگر در یک اثر بزرگتر یک اطلاعات جزئی اشتباه وجود داشته باشد، ثابت کردن سرقت ادبی آسانتر خواهد بود اگر شناسه دروغین همراه با سایر موارد کپی شده باشد. مجوز این اقدام در مقدمه فرهنگ چمبرز سال ۱۹۶۴ در بخش جداول ریاضی دیده می‌شود.
در ایالات متحده آمریکا از مدخل ساختگی جهت اثبات کپی استفاده می‌شود، اما چنانچه مدارک واجد شرایط کپی رایت نباشد این ابزار جهت اثبات نقض قانونی کپی رایت همیشه مناسب نیست. این تله‌ها در صورتی که مدارک واجد شرایط کپی رایت باشند ممکن است هنوز هم در تشخیص کپی مؤثر بوده و نقض قوانین کپی رایت را اثبات نماید.
روستای ساختگی آگلوی نیویورک، که در دههٔ ۱۹۳۰ در یکی از نقشه‌های شرکت جنرال درفتینگ به عنوان یک تلهٔ کپی‌رایتی به کار رفته‌بود، در نهایت تبدیل به روستایی واقعی شد. کلمهٔ آگلو (Agloe) را بنیان‌گذار جنرال درفتینگ با ترکیب حروف اول اسم خودش (Otto G. Lindberg) و دستیارش (Ernest Alpers) ساخته بود. بعدها ساختمان‌هایی در آن مکان با نام آگلو ساخته‌شد و مدیریت شهرستان شهرستان دلاویر، نیویورک آن را به رسمیت شناخت.

## در ادبیات
داستان کوتاه تلون، اوکبر، اربیس ترتیوس نوشتهٔ خورخه لوئیس بورخس به روایت نویسنده از کشف مدخل ساختگی اوکبر (کشوری عجیب و غریب در قفقاز) در یک دانشنامه اختصاص دارد.
به داستان روستای آگلوی نیویورک در رمان شهرهای کاغذی به قلم جان گرین و اقتباس سینمایی آن پرداخته شده‌است.